# 肝臓学
肝臓学（かんぞうがく、英：Hepatology）は、内科学の一分野。
日本においては「胃腸学（Gastroenterology）」と共に消化器（Digestive）系統全般を取り扱う「消化器学」として称して統合されている場合が多い。同項記述を参照。
日本には日本肝臓学会がある。